# Crepidium hainanense
Crepidium hainanense är en orkidéart som först beskrevs av Tang och Fa Tsuan Wang, och fick sitt nu gällande namn av Sing Chi Chen och Jeffrey James Wood. Crepidium hainanense ingår i släktet Crepidium, och familjen orkidéer. Inga underarter finns listade i Catalogue of Life.